# Gustave Flaubert
Gustave Flaubert (Rouen, 1821. december 12. – Croisset – ma Canteleu része, 1880. május 8.) francia író, a lélektani regény egyik legnagyobb mestere.

## Élete
Apja, Achille Cléophas Flaubert előbb Guillaume Dupuytren asszisztense, később harminc éven keresztül a roueni kórház igazgató-főorvosa volt. Achille Flaubert és Anne Justine Caroline Fleuriot házasságából három gyermek született: két fiú és egy leány, aki huszonegy éves korában halt meg. Az idősebbik fiú az orvosi pályára lépett, s előbb asszisztense, majd utódja lett apjának.
A kisebbik fiú, Gustave 1821. december 12-én született. Apja kívánságára Párizsban jogot hallgatott, de a bölcselet és az irodalom jobban érdekelte és többet foglalkoztatta, mint a jogtudomány. Főképpen az irodalom vonzotta, azonban harmincéves koráig egy sort se írt. Párizsban ismerkedett meg Victor Hugóval is. Tanulmányait neurózisa, enyhe epileptikus jellegű betegsége miatt félbeszakította.
Egyetemi tanulmányainak befejezése után nem sokkal meghalt az édesapja. Az örökölt vagyon biztosította megélhetését és függetlenségét. Eleinte Victor Hugo és Byron modorában költészettel foglalkozott. Később a romantikus irányt elhagyva, egészen a realizmus felé hajlott.
Az irodalomnak akart élni, de mielőtt munkához látott, előbb útra kelt. Bejárta Itáliát, Egyiptomot és Kis-Ázsiát. Négy évig volt úton; azután hazatért, s visszavonult birtokára, a Rouen közelében lévő Croisset-ba. Itt valóságos remeteségben élt, s majdnem öt évig dolgozott, éjjel-nappal, első regényén, a Bovarynén. Ez a regény 1856. október elsejétől december tizenötödikéig a Revue de Paris című folyóiratban jelent meg. Ahogy az utolsó közlemény is elhagyta a sajtót, az ügyészség a Revue de Paris szerkesztőjét, nyomdászát és Flaubert-t perbe fogta, azon a címen, hogy regényük sérti az erkölcsiséget és a vallásos érzést. Időközben Lamartine is elolvasta a regényt, s írt az ismeretlen szerzőnek, hogy nagyon szeretne vele megismerkedni. Flaubert meglátogatta az agg költőt, s mikor az elmondta, hogy nagyon hosszú idő óta semmit se olvasott, ami oly mélyen meghatotta volna, mint a Bovaryné című regény, Flaubert megemlítette, hogy perbe fogták. Lamartine azt felelte neki: „Mindenesetre csodálatos, hogy ez megtörténhetett, de legyen nyugodt: nincs francia bíró, aki önt elítélje, mert ez szégyene volna hazánknak és szégyene korunknak.” Lamartine jóslata beteljesedett: a tárgyalást 1857. január 31-én és február 7-én tartották meg; és Jules Senard, a volt belügyminiszter védőbeszéde után a három vádlottat fölmentették. Franciaország megmenekült attól a szégyentől, hogy bírái megbélyegezzék azt a könyvet, amely százada irodalmának egyik dicsőségévé vált, és tényleg első úttörője volt a Goncourt- és Zola-féle naturalista iskolának.
Flaubert ezután Tuniszba utazott, ahol Salammbô c. regényéhez (1862) gyűjtött anyagot, melyet a közönség lanyhán fogadott ugyan, de a kritika annál jobban méltatott. Ezután jelentek meg tőle: L'Éducation sentimentale. Histoire d'un jeune homme (1869); La Tentation de saint Antoine (1874); Trois contes (1877), Le Candidat című politikai színművét 1874-ben minden siker nélkül adták elő a Vandeville-színházban. E miatt, meg a politikai állapotok miatt elkeseredve visszavonult croisset-i birtokára, ahol megírta Bouvard et Pécuchet című embergyűlölő, szatirikus regényét (1880).
Flaubert minden különcködése mellett nagy tehetségű és előkelő írói természet volt, sok eredetiséggel, nemes jellemmel. Stílusa klasszikus és mesteri. Összes művei 1885-ben jelentek meg 8 kötetben.

## Magánélete
Szerelmi kapcsolatba lépett Louise Colet költőnővel, Pradier, a szobrász, Musset és más hírességek szeretőjével, de sosem nősült meg. Közeli barátai voltak Théophile Gautier, George Sand, később Guy de Maupassant, majd a Goncourt fivérek.

## Művei
Műveinek tárgya olykor a történelmi múlt (Szent Antal megkísértése, Szalambó), olykor a jelenkor (Bovaryné, Érzelmek iskolája, Bouvard és Pécuchet). A Szalambó romantikus indíttatású történelmi freskó-hátteréhez (Hannibál kora) Flaubert rengeteg történelmi tanulmányt folytatott, holott a korrajz, bármily hitelesnek szánta is, csupán pompázatos háttér marad, mert a regény lényege az aprólékosan kidolgozott lélektani motívumok szövevényében rejlik.
- A Bovaryné (Madame Bovary, 1857) egy vidéki orvos feleségének, Emmának, saját ostoba és korlátolt környezetébe szépségével és érzékenységével nem illő, unatkozó fiatal nő többszörös szerelmi csalódását rajzolja meg. A férjétől házasságuk óta idegenkedő Emma hamis romantikus olvasmányok és képzelgések érzelmi rabja, életét csak a szerelmi mámorral véli megvalósíthatni. Mindkét szerelme kihasználja és megalázza, Bovaryné az öngyilkosságba menekül.
- A Szalambó (Salammbô, 1862) az ókori Karthágóban játszódik, három évszázaddal Krisztus előtt. A Bovaryné megjelenése után, 1858 április-júniusában Flaubert Tunéziában járt, hogy a regény díszleteivel ismerkedjen. A regény Karthágó és az ellene fellázadt zsoldosok harcát meséli el. Főszereplői Matho, a zsoldosok vezetője, Hamilkar, a várost védő katonák irányítója, illetve a címszerepló Szalambó, Hamilkar lánya, papnő, akibe Matho reménytelenül szerelmes.
- Az Érzelmek iskolája (L’Éducation sentimentale, 1862) nagyobb epikus távlatban követi végig egy jóakaratú, semmiben nem alávaló és semmiben nem kiemelkedő fiatalember, Frédéric Moreau ifjúságát, szerelmi megpróbáltatásait a párizsi irodalmi és közéletben. Frédéric igazi „mellékszereplő”, és Flaubert épp abban tér el erősen Balzac ábrázolásmódjától, hogy mindvégig e mellékszereplő szemhatárán belül marad, ráadásul Frédéric – és barátai – nem kalandorok, hanem szürke figurák. Semmi romantikus, igazi „kaland” nem bontakozódik ki a regényben, illetve, ami igen, az a legkevésbé sem lesz romantikus, inkább illúzióromboló. Az „elveszett illúzióknak”, Balzac hangütésétől eltérően itt már nincs tragikuma és hősiessége, az elmulasztott kalandok és lehetőségek ugyanolyan ostobaságoknak látszanak, mint az a kevés, mely megvalósulhatott belőlük. A regény egyik bravúrja az 1848-as párizsi forradalom rajza: Frédéric ennek is csak közeli-távolabbi szemlélője marad, miként a regény végén Charles-Louis Bonaparte tábornok 1851. decemberi véres hatalomra jutásának. Az Érzelmek iskolája felhasznál bizonyos önéletrajzi motívumokat. Frédéric életre szóló szerelmének rajzához egy ismert párizsi műkereskedő felesége (Madame Schlesinger) szolgált modellül, a könyvben nagy szerepet játszó, fontos irodalmi szalont vezető „Múzsa” alakjában a kortársak Baudelaire egyik múzsájára ismertek.
- A Bouvard és Pécuchet (Bouvard et Pécuchet, 1881) utolsó, befejezetlenül maradt műve. Eddigi könyveiben is pátosz és romantika nélküli hangon, gyakran szenvtelennek látszó tárgyilagossággal, még gyakrabban ironikus távolságtartással rajzolta meg történetét és figuráit – bár a fogalommá vált flaubert-i szenvtelenség (impassibilité) nem egyedüli dallama írásművészetének. Utolsó regényében a gyilkos erejű, tárgyilagos, sőt idegenkedő irónia felerősödik. Két barátságba keveredő hivatalnok–kispolgárról szól, akik örökség révén pénzhez jutnak, és feladva irodai munkájukat a legkülönbözőbb vállalkozásokba fognak, melyek mind tragikomikus kudarccal végződnek. A két balek hol a mezőgazdaságot, hol az orvostudományt akarja megreformálni, hol technikai találmányokkal próbálkoznak, hol régészettel. Bouvard és Pécuchet tragikomikus szellemi „fejlődése” egyúttal az emberiség örökös kudarcait is példázza. Az író mély idegenkedését csak felerősíti a könyv mellékleteként szolgáló „Közhelyszótár” (Dictionnaire des idées reçues, 1913), tele a korabeli köznyelv és sajtó ostoba kliséivel.

## Művei magyarul
- November című fiatalkori regénye 1918-ban jelent meg Bodó Pál fordításában, Herczka Árpád Könyvkiadó Vállalatánál, Budapesten.
- A Salammbô Sajó Ferenc múlt századbeli fordítása után, először 1907-ben jelent meg a Révai Kiadónál Salgó Ernő fordításában (Salammbô címmel), majd 1962-ben Bartócz Ilona átültetésében (Szalambó címmel).
- A Bovarynét (Madame Bovary) már 1904-ben lefordította Ambrus Zoltán. Madame Bovary – vidéki erkölcsök címmel Hajó Sándor fordításában Laczkó Géza bevezetőjével szintén megjelent Az Est Lapkiadó és Pesti Napló gondozásában a Filléres Klasszikus Regények sorozatban. E kiadás valószínűsíthető éve: 1935. Legismertebb, többször kiadott magyar átültetése Gyergyai Albert nevéhez fűződik, majd a kilencvenes években Pór Judit fordította le ismét.
- Az Irgalmas Szent Julián legendája Aranyossy Pál fordításában 1914-ben jelent meg a békéscsabai Tevan Kiadónál.
- A Szent Antal megkísértetése Lustig Géza fordításában és bevezetőjével 1918-ban jelent meg a békéscsabai Tevan Kiadónál. Új fordítását Tellér Gyula készítette el (1966).
- Az Egy fiatalember története Lustig Géza fordításában szintén 1918-ban jelent meg a békéscsabai Tevan Kiadónál.
- A Bouvard és Pécuchet két teljes magyar fordítása jelent meg 1921-ben Benedek Marcell és Tóth Árpád átültetésében.
- Az Érzelmek iskolája több részlete már a századfordulón megjelent magyarul. A teljes regényt Gyergyai Albert fordította le 1928-ban, és ő adta az azóta elfogadott magyar címet is (Érzelmek iskolája).
- A Három mese című gyűjteményes kötetét (Egy jámbor lélek; Irgalmas Szent Julián legendája; Heródiás) 1944-ben adta ki a Révai Kiadó. Fordítói Hevesi András, Lányi Viktor és Zolnai Béla. 1994-ben az Interpopulart Könyvkiadó újra kiadta Interpopulart füzetek sorozatában.
- Flaubert művei címmel kétkötetes gyűjteményes kiadás jelent meg 1966-ban az Európa Könyvkiadónál.
- Szalambó címmel elbeszéléskötete jelent meg 1967-ben az Európa Könyvkiadónál.
- Egyiptomi utazás című műve Kamocsay Ildikó fordításában Pierre-Marc de Biasi előszavával 2000-ben jelent meg Alternatív Közgazdasági Gimnázium Kiadó (AKG Kiadó) gondozásában.
- A Két barát – az első Érzelmek iskolája (1845) 2009-ben jelent meg a NapKút Kiadó gondozásában Romhányi Török Gábor fordításában.
- Leveleiből két ízben jelent meg magyar nyelvű válogatás: először az 1920-as években a Fővárosi Könyvkiadó Documenta Humana sorozatában, Komor Zoltán és Komor András fordításában, Gyergyai Albert előszavával, majd 1968-ban a Gondolat Könyvkiadó Aurora sorozatában, Rónay György fordításában és ugyancsak Gyergyai előszavával.

### Magyar fordításai

#### 1919-ig
- Flaubert Gusztáv: Két újkori Don Quixote. Bouvard és Pécuchet. Regény, 1-2. köt.; ford. Nyáry László; Révai, Bp., 1882
- Bovaryné; ford., bev. Ambrus Zoltán; Révai, Bp., 1904 (Klasszikus regénytár)
- Salammbó; ford. Salgó Ernő; Révai, Bp., 1907 (Klasszikus regénytár)
- Egy jó lélek; ford. Gábor Andor; Lampel, Bp., 1908 (Magyar könyvtár)
- Heródias. Wilde Salome-jának forrása; Lampel, Bp., 1908 (Magyar könyvtár)
- Irgalmas Szent Julián legendája; ford. Aranyossy Pál; Tevan, Békéscsaba, 1914 (Tevan-könyvtár)
- November. Regény; ford. Bodó Pál; Herczka, Bp., 1918 (Kék könyvek)
- Szent Antal megkísértése; ford., bev. Lustig Géza; Tevan, Békéscsaba, 1918
- Egy fiatalember története; ford. Lustig Géza; Tevan, Békéscsaba, 1918

#### 1920–1944
- Heródiás; ford. Zolnai Béla; Genius, Bp., 1920
- Bouvard és Pécuchet; ford. Tóth Árpád; Genius, Bp., 1921 (Nagy írók – nagy írások)
- Bouvard és Pécuchet. Regény; ford. Benedek Marcell; Franklin, Bp., 1921 (Külföldi regényírók)
- Gustave Flaubert levelei; vál., ford. Komor Zoltán, Komor András, előszó Gyergyai Albert; Fővárosi, Bp., 1923 (Documenta humana)
- Szent Antal megkísértése; ford. Kállay Miklós, Genius, Bp., 1923 (Nagy írók – nagy írások)
- Három mese; ford. Hevesi András, Lányi Viktor, Zolnai Béla; Genius, Bp., 1924
- Érzelmek iskolája; ford. Gyergyai Albert; Genius, Bp., 1926 (Nagy írók – nagy írások)
- Aszkéta művészet, aszkéta szerelem. Levelek; ford. Komor Zoltán, Komor András, bev. Gyergyai Albert; Fővárosi, Bp., 1927
- Heródiás; ford. Moly Tamás; Tolnai, Bp., 1929 (Tolnai regénytára)
- Madame Bovary. Vidéki erkölcsök; ford. Hajó Sándor; Est Lapok, Bp., 1935 (Filléres klasszikus regények)
- Salambo. Regény az ókori Karthágóról Kr. e. 241-238-ig; ford. Bartos Zoltán; Tolnai, Bp., 1936 (Világhírű regények)
- Pestis Firenzében; Auróra, Bp., 1943
- Egyszerű szív; Sík, Bp., 1943
- Bovaryné. Regény; ford. Benamy Sándor; Epocha, Bp., 1943

#### 1945–
- Bouvard és Pécuchet; ford. Tóth Árpád, bev. Kardos László; Új Magyar Kiadó, Bp., 1955 (A világirodalom klasszikusai)
- Bovaryné; Ambrus Zoltán nyomán ford., jegyz. Albert; Európa, Bp., 1958 (A világirodalom klasszikusai)
- Érzelmek iskolája. Regény; ford., utószó, jegyz. Gyergyai Albert; Magyar Helikon, Bp., 1960 (Helikon klasszikusok)
- Szalambó; ford. Bartócz Ilona, utószó Nagy Géza, jegyz. Vekerdi József; Magyar Helikon, Bp., 1965
- Három mese; ford. Hevesi András, Lányi Viktor, Bartócz Ilona, utószó Gyergyai Albert, jegyz. Komoróczy Géza; Magyar Helikon, Bp., 1965 (Helikon kiskönyvtár)
- Flaubert levelei; vál., bev., jegyz. Gyergyai Albert, ford. Rónay György; Gondolat, Bp., 1968 (Auróra)
- Bovaryné; ford. Pór Judit; Európa, Bp., 1993 (Európa klasszikus regények)
- Egyiptomi utazás; ford. Kamocsay Ildikó, előszó Pierre-Marc de Biasi; AKG, Bp., 2000
- Két barát. Az első Érzelmek iskolája, 1845; ford. Romhányi Török Gábor; Napkút, Bp., 2009 (Remekírók retró)
- November. Stílusgyakorlat-töredék; ford. Romhányi Török Gábor; Napkút, Bp., 2010 (Remekírók retró)

## Szakirodalom
- Babits Mihály: Az európai irodalom története ´(Bp., Nyugat Kiadás, é.n. (pp. 597–600; 637-638; 612-613)
- Henry James: Gustave Flaubert (Írók írókról, Bp., Európa Könyvkiadó, 1969)
- Albert Thibaudet: Gustave Flaubert (Paris, 1935. Éd. Gallimard)
- René Dumesnil: Gustave Flaubert – La vie et l'Œuvre (Paris, 1947)
- Gyergyai Albert: Klasszikusok (Szépirodalmi Kk., 1959)
- Jean-Paul Sartre: L'idiot de la famille (Idióta a családban)
- Maupassant: Flaubert; ford. Tóth Árpád; Palatinus, Bp., 1997 (ról-ről)
- Lőrinszky Ildikó: Utazás Karthágóba. Kelet és mítosz Flaubert műveiben, a fiatalkori írásoktól a Szalambóig; Kossuth Egyetemi, Debrecen, 2005 (Orbis litterarum)
- Hugh Kenner: Flaubert, Joyce és Beckett: a sztoikus komédiások; ford. Romhányi Török Gábor; Kráter, Pomáz, 2006